# Aetea americana
Aetea americana is een mosdiertjessoort uit de familie van de Aeteidae. De wetenschappelijke naam van de soort is voor het eerst geldig gepubliceerd in 1851 door d'Orbigny.